# Кубинський національний ботанічний сад

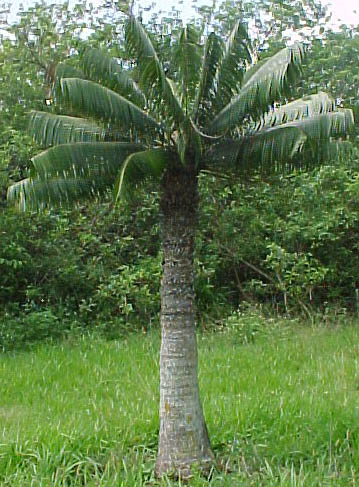
Мікроцикас красивокронний

Кубинський національний ботанічний сад (ісп. Jardín botánico Nacional de Cuba) — ботанічний сад у Гавані (Куба). Ботанічний сад є членом Міжнародної ради ботанічних садів з охорони рослин (BGCI) і має міжнародний ідентифікаційний код HAJB.

## Опис ботанічного саду
Ботанічний сад був заснований 1968 року, при його проєктуванні значну допомогу надавав професор Йоганнес Біссе з Єнського університету імені Фрідріха Шиллера (НДР). Відкритий 1984 року.
Ботанічний сад розташований в провінції Гавана приблизно за 25 км на південь від міста Гавана.
Середньорічна температура: 24,2° C.

Середня максимальна температура: 32,6° C.

Мінімальна середня температура: 11,9° C.

Середньорічна кількість опадів: 1615 мм.

Висота: 100 метрів над рівнем моря.

Площа ботанічний саду складає 600 га. 
В саду росте близько 4200 таксонів рослин (1208 видів, 3711 підвидів). 
Спеціальні колекції:
- кубинські рослини,
- орхідеї,
- кактуси,
- сукуленти,
- папороті,
- пальмові.

Колекція пальмових включає 98 родів, 253 вида і 15 внутрішньовидових таксонів. Пальмові роди включають Aiphanes (5 видів), Areca (6 видів), Arenga (9 видів), Bactris (5 видів), Calamus (6 видів), Chamaedorea (8 видів), Coccothrinax (15 видів).
Найбільш відвідуваною частиною ботанічного саду є японський сад, споруджений 1989 року за проєктом японського ландшафтного архітектора Йошікуні Аракі з Осаки. Японський сад вписується в концепцію «Кайю-Шікі-тейен», що буквально означає «Сад прогулянок». Сад займає площу 5 гектарів і розташований навколо штучного озера овальної форми завдовжки 300 метрів і периметром 750 метрів.
З листопада по лютий сад є прекрасним місцем для спостереження перелітних птахів.